# Pseudiglyphus orientalis
Pseudiglyphus orientalis är en stekelart som beskrevs av Khan, Agnihotri och Sushil 2005. Pseudiglyphus orientalis ingår i släktet Pseudiglyphus och familjen finglanssteklar. Inga underarter finns listade i Catalogue of Life.